# Francis Bernard (artiste)
Pour les articles homonymes, voir Francis Bernard et Bernard.
Francis Bernard, né à Paris en 1928, est peintre, artiste-multimédia et auteur de textimages.

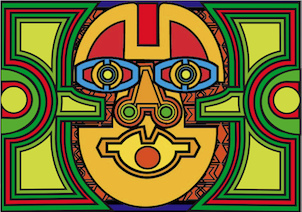
série de masques:[http://francisbernard.wix.com/polychromies Polychromies

## Biographie

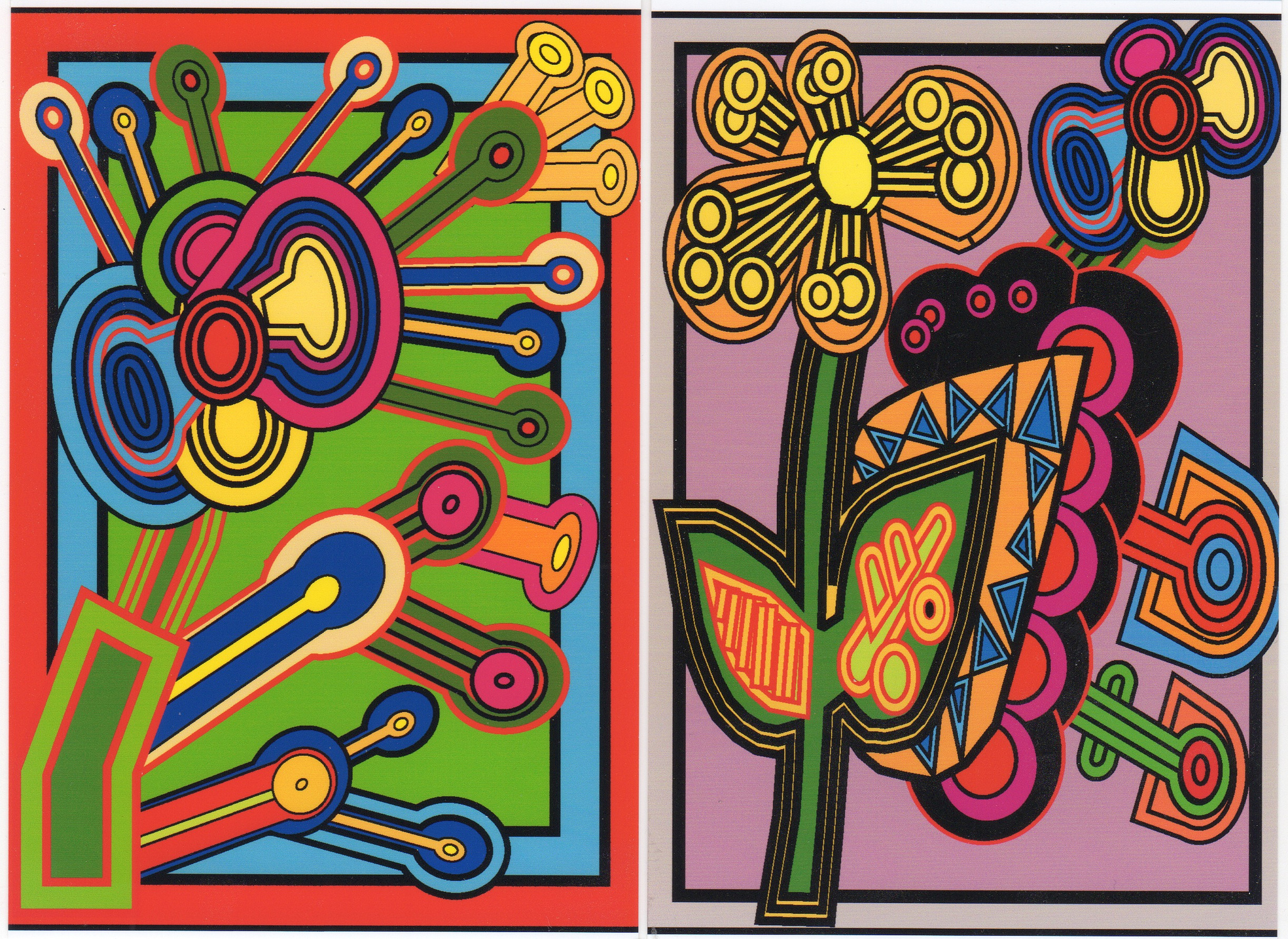
Fleurs géométriques

Francis Bernard est né à Paris en 1928, bercé par les récits héroïques des poilus. C'est donc désemparé qu'il assiste à la défaite de 1940. Les héros de Verdun s’étaient transformés en vaincus.
Pour oublier la guerre ou au moins la contourner, Francis Bernard se réfugie dans les livres. Ceux-ci étant rares dans la bibliothèque familiale, il ira même jusqu'à voler dans la bibliothèque du collège de jésuites où il est scolarisé une édition complète des poèmes d'Homère. Ulysse devient son héros,.

## Œuvre

### Fil conducteur et influences
L’importance du trait et de la couleur s’imposera à lui, dès l’enfance en parcourant les pages d’un dictionnaire de la Mythologie en deux volumes, relié, un des rares livres présents dans l’appartement familial. Des planches représentant des statues d’un Musée de Berlin illustrent l’ouvrage. Toutes sont gravées au trait. Cette technique influencera l'artiste toute sa vie.
La guerre terminée, il s’enthousiasme pour la couleur et visite toutes les galeries du Quartier Latin. C’est lors de ces visites qu’il décide de devenir peintre.
Le père d’un de ses camarades de lycée qui connaissait son goût exclusif pour la peinture lui offre sa première boite de peinture à l’huile. Le temps de l’apprentissage et la copie d’œuvres de la période impressionniste peut ainsi commencer.
Il passe une année dans l’atelier d’André Lhote dont il avait lu 2 livres, un Traité de la Figure et un Traité du Paysage. Lhote souligne les tracés géométriques sous-jacents sur lesquels s’appuie une œuvre, et ceci influencera l'artiste toute sa vie,. 

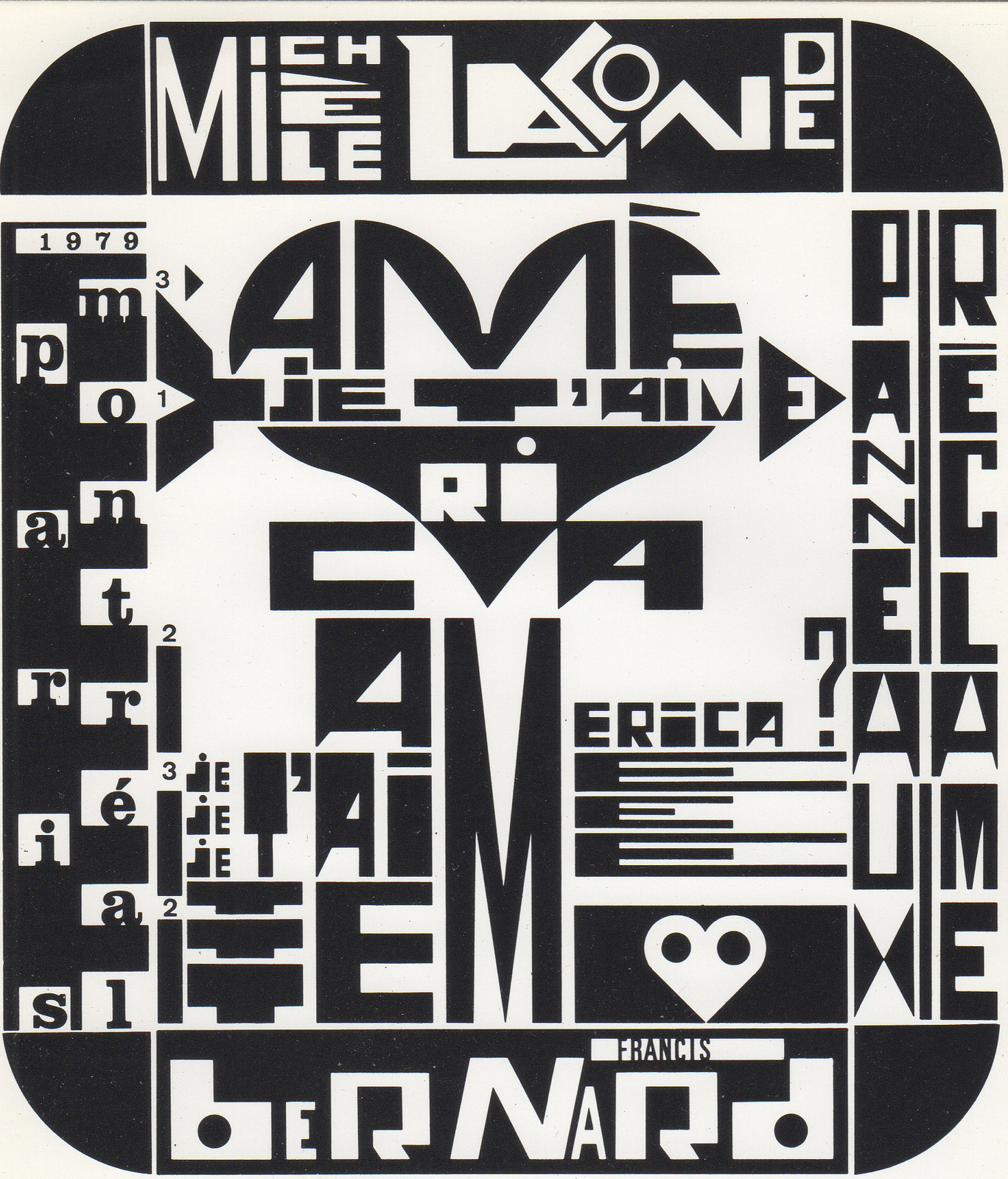
Un panneau-réclame d'"AMERICA"

### Expositions
En 1974, Francis Bernard expose au centre culturel suédois de Paris une sculpture polychrome, lors d’une exposition d’œuvres composant la base d’un musée Salvador Allende ouvert à Santiago, Chili.
Quelques années plus tard, Francis Bernard effectue une transcription graphique d’« AMERICA » un poème de Michèle Lalonde, écrivain québécois. Présentée sous la forme de panneaux-réclame, cette œuvre sera exposée à Montréal, ainsi qu’au musée du Luxembourg, à Paris, en décembre 1980.
En 1981, il crée une série graphique autour du personnage du père Duchesne, qui est exposée deux mois au centre Pompidou. Cette série est un ensemble de 150 dessins et peintures et constitue le « Théâtre pictural du Père Duchesne ». Elle s’inspire de la pièce de théâtre de Jean-Pierre Faye, Les dernières journées du père Duchesne, qui utilise comme matériel historique le journal révolutionnaire « Le Père Duchesne ». 22 panneaux de cette série sont également présentés au Centre culturel franco-italien, lors de la biennale du carnaval de Venise ayant pour thème "Les masques de Marat".

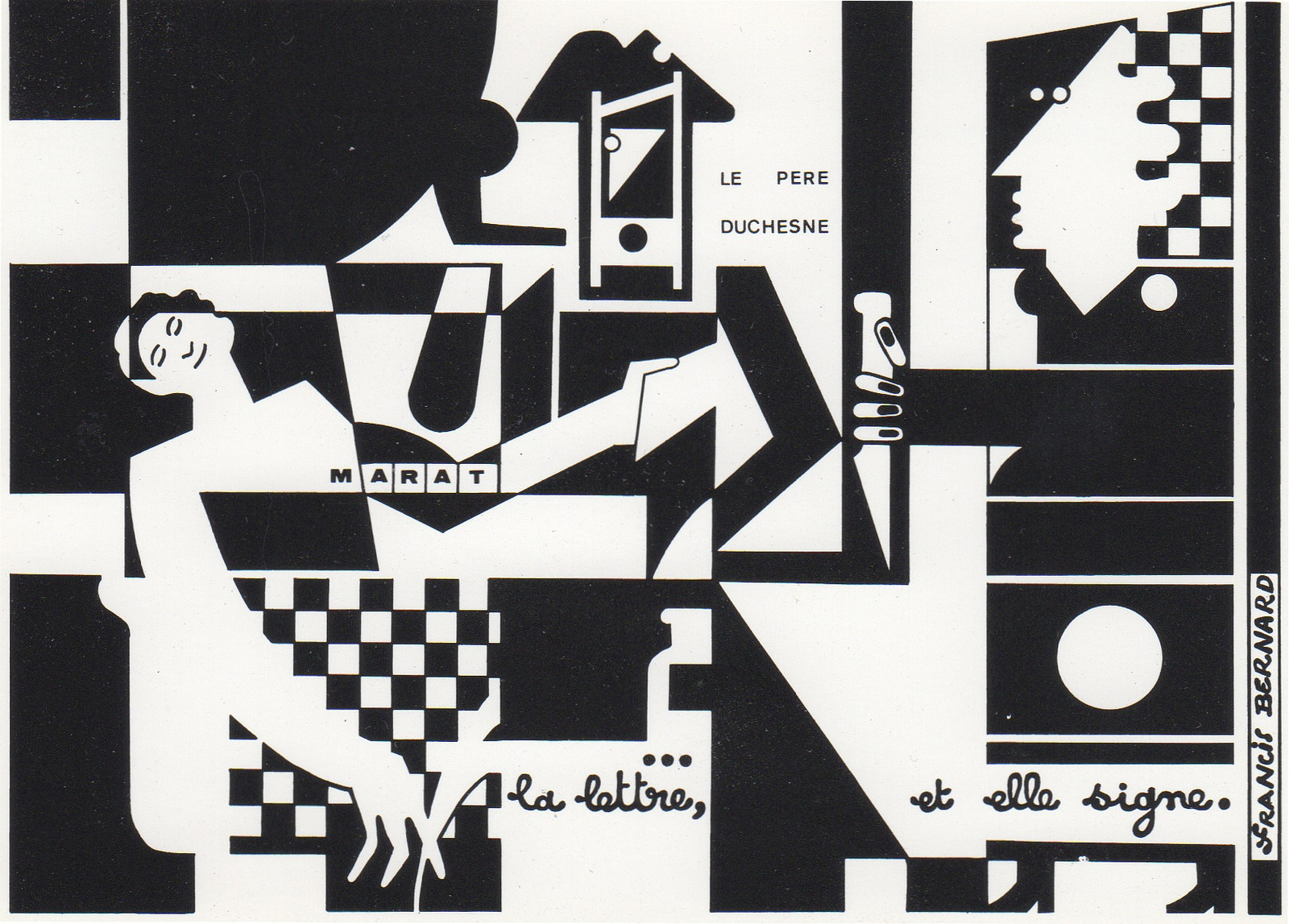
Un dessin de la série "Père Duchesne"

En 1984, il expose dans le hall du théâtre de la Criée à Marseille une série d’images peintes à la façon des images d’Épinal, sur le thème de la Révolution française.
Francis Bernard a également exposé dans d’autres lieux (Centre culturel de Nanterre, École normale supérieure de Cachan, à La Rochelle, Bruxelles, Montréal….).

### Films d’animations et vidéos graphiques
En parallèle de la série graphique sur le Père Duchesne, Francis Bernard crée également une vidéo graphique. Filmée en 1981 dans le studio-vidéo de Beaubourg, elle sera projetée lors de la biennale du Carnaval de Venise, ainsi que dans le grand hall du centre Pompidou.
À Venise, il réalise le film d’animation  « Les Pupi Siciliennes ». Les personnages sont des marionnettes en bois racontant l’histoire de Charlemagne au retour des Croisades. La musique du film est réalisée par Enzo d’Alò directeur du studio La Lanterna Magica.
En 1979, il réalise avec Enzo D’Alò dans le studio La lanterna Magica de Turin,  le film « Pupinocchio », une fantaisie graphique combinant le personnage de Pinocchio et les Pupi siciliennes.
Francis Bernard est également l’auteur d’une pièce de théâtre, intitulée « Attentat à la peinture » présentée à Bruxelles dans les Halles de Schaerbeek. Reprise à Turin, Gênes, Milan. Des extraits ont été joués au Théâtre du Rond-Point à Paris dont Jean-Louis Barrault et Madeleine Renaud étaient les directeurs-animateurs. Ahmed Ben Diab, artiste plasticien et musicien assurait la partie musicale.

### Illustrations et couvertures de livres

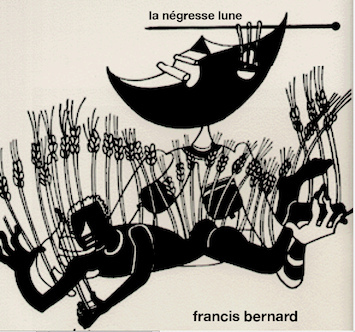
Illustration du conte La Négresse Lune

En 1980, Francis Bernard illustre des livres de Michèle Lalonde, publiés à l’occasion d'une fête organisée par la ville de La Rochelle pour le 14 juillet, dont Métaphore pour un nouveau monde. 
En 1986, Francis Bernard illustre un conte marocain, intitulé La Négresse Lune (Éditions du Théâtre typographique, 1986) en collaboration avec Bénédicte Vilgrain. Les compositions sont en noir et en couleur, à pleine page.
La même année, il illustre plusieurs textes poétiques dont un extrait de « Narration du déluge » écrit par Abdellatif Laâbi et publié par Arcantère (1986). Parallèlement, les illustrations seront exposées au château de Fougères.

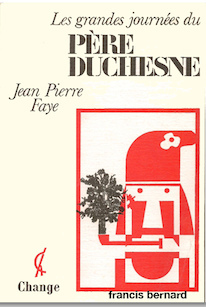
Couverture de Change

Francis Bernard a également participé à la Revue CHANGE créée et animée par Jean-Pierre Faye qui assurait la composition typographique de la revue éditée par Robert Laffont.
Entre 1983-1987, Francis Bernard compose la couverture de plusieurs ouvrages de la série « Théorie pratique pédagogie » éditée par Pratiques.
Depuis 2009, Il réalise pour des éditions de Montréal, les maquettes des livres édités par Jean-François Chanlat, professeur à l'Université Paris Dauphine.

### Émissions de radio
Il participe avec Agnès Pierron à plusieurs émissions sur France Culture consacrées à son travail de peintre.

### Œuvres multimédia
En tant qu’artiste multimédia, Francis Bernard s’exprime sur le site « Polychromies ».